# アディ・ケイ
アディ・ケイ（ゲエズ語:ዓዲ ቀይሕ 〔āddī ḳeyḥ〕、 ዓዲ ቐይሕ〔āddī ẋeyḥ〕、「赤い村」の意）はエリトリア・デブブ地方の商業都市。アスマラの110km南東に位置する。標高約2,500メートルの高地にあり、26,310の人口を擁する（2005年推計）。クォハイト(Qohaito、先アクスムの都市遺跡)やトコンダ(Toconda)の遺跡が近隣にある。アルファベットで綴られる際にはAdi Keyh、Addi Qeyh、Addi Keyhの他、Adi Caie、Addi Caieh、Adi Ciah、Adi Keih、Adi Keyih、Adi Kaie、Adi Qayeh等も用いられる。北緯14度50分40秒、東経39度22分24秒。

## 教育
- 人文社会科学大学(人文社会大学、College of Arts and Social Sciences at Adi Keyih) - 2004年にアスマラ大学が7つの単科大学に分割された際に設立された[1]。

## 交通
- 国道P-3号線 (エリトリア) - アスファルト舗装。アスマラからアディ・ケイを経由してセナフェまでを繋いでいる。
- アディ・ケイ空港 - 民間空港。ICAO空港コード：HHAK